# Matthias Rauchmüller

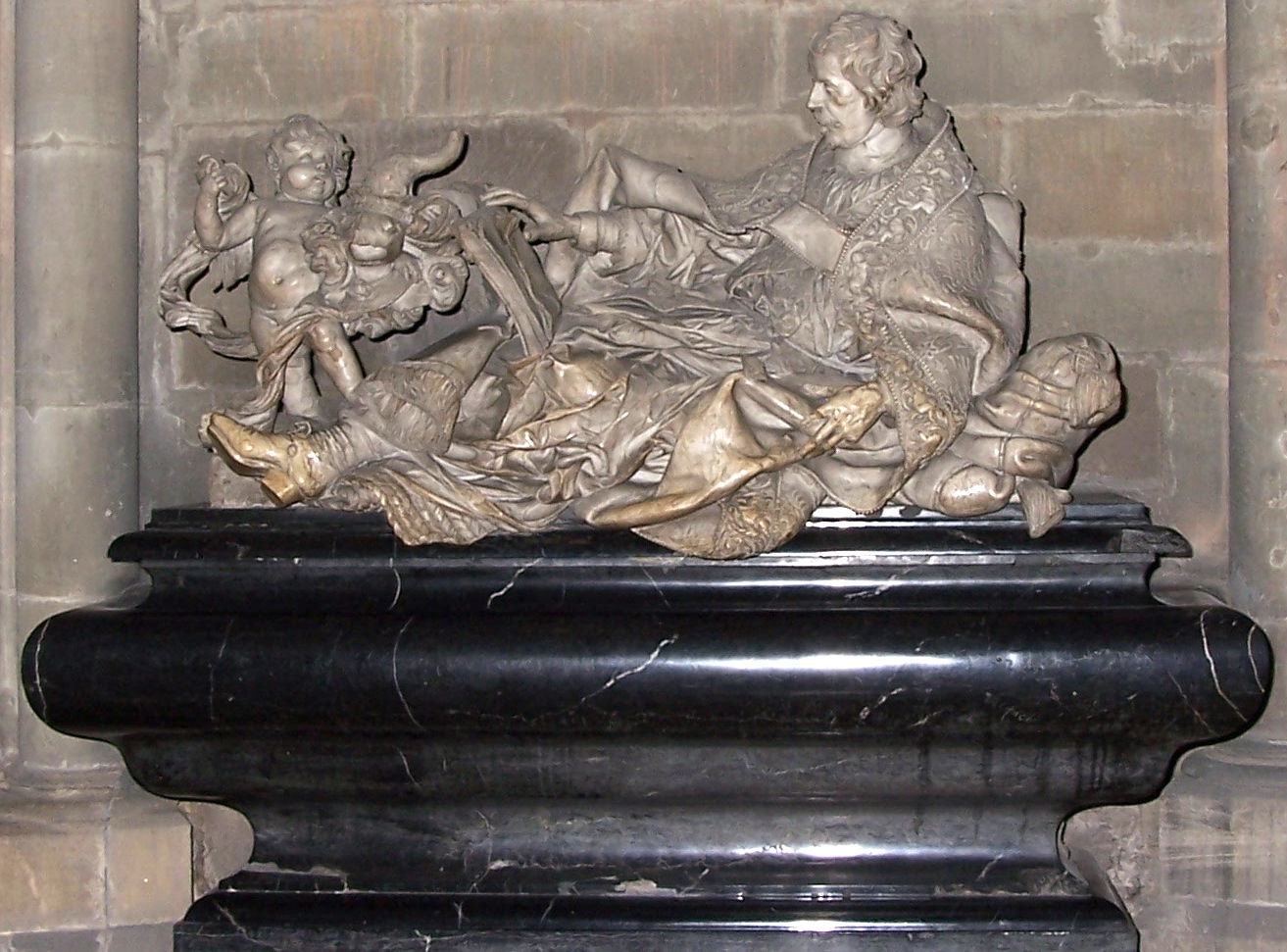
Tomba di Carlo di Metternich.

Matthias Rauchmüller (Radolfzell am Bodensee, 11 gennaio 1645 – Vienna, 15 febbraio 1686) è stato uno scultore tedesco.

## Biografia
Trasferitosi a Vienna nel 1676, fu autore di un crocifisso nel duomo di Magonza (1669) e della tomba di Carlo di Metternich (1675).
Nel 1682 iniziò la Pestsäule a Vienna, ma morì prima di poterla completare.